# Legionella clemsonensis
Legionella clemsonensis es una bacteria gramnegativa, una de las más de 50 especies de la familia Legionellaceae. Esta especie es una de las especies de Legionella que se asocia con neumonía bacteriana. Esta especie fue aislada en 2006 y se caracterizó por los investigadores en la Universidad de Clemson.

## Descubrimiento
Esta especie bacteriana fue aislada del lavado bronquial de un paciente de 89 años de edad en Ohio diagnosticado con neumonía. El análisis del organismo aislado del esputo del paciente reveló que el microorganismo era muy similar a las bacterias del género Legionella. Sin embargo, el organismo era diferente a cualquier otro en el género. Basado en características físicas, análisis filogenético y composición de ácidos grasos de membrana, se determinó que el organismo representaba un linaje único dentro de la bacteria Legionella.